# 塔班航空6437号班机事故
2010年1月24日，伊朗塔班航空6437號班機（圖-154型客機），24日從伊朗西南部阿巴丹飛往東北部的馬什哈德，在濃霧中降落時機尾撞擊地面斷裂造成起火，機上170名乘客和機組員迅速逃生，46人受到輕傷，無人喪生。大部分的乘客是去伊拉克聖地旅行回來的朝聖者。

## 航空器
事故機型是一架圖-154型客機，註冊編號為 RA-85787。該飛機於1993年首航，目前少量機型服勤。

## 事故
6437 號航班是由科加雷姆航空代理塔班航空進行實際運營。原定計畫是要飛往阿巴丹國際機場，後來因為馬什哈德的能見度不佳因此改道飛往伊斯法罕。當能見度一度好轉後，飛機再度起飛。但在 6437 航班可以降落之前，能見度又再度惡化。在班機位於沙希德·哈希米內賈德國際機場附近等待時，機上有名乘客深感不適，機組因此宣告緊急醫療狀況。機組人員決定透過儀表著陸系統降落在沙希德·哈希米內賈德國際機場的31R跑道，即使當時的能見度並不理想。在降落的過程中，機尾撞擊地面導致飛機衝出跑道，並造成起落架毀損、右翼撞擊地面以及發生火災。意外發生時的航空例行天氣報告如下：OIMM 240350Z 00000KT 0200 FG VV002 02/02 Q1021 A3017。

## 事件調查
伊朗民航管理機構在事故後展開調查。2010 年 1 月 26 號，俄羅斯國際航空委員會也加入調查。最終調查報告在 2012 年 12 月 28 號公布，並將事故原因單一歸咎於機長過失。
1. ↑  .   [2023-02-09]. （原始内容存档于2023-02-09）.